# Regering van de Duitstalige Gemeenschap

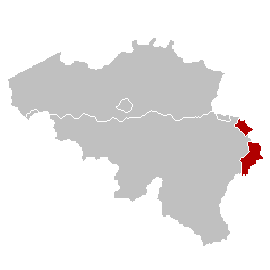
De Duitstalige gemeenschap.

De regering van de Duitstalige Gemeenschap, vroeger bekend als de executieve van de Duitstalige Gemeenschap, is het uitvoerend bestuur van de Duitstalige Gemeenschap in België in het oosten van de provincie Luik.
De regering bestaat uit een minister-president en momenteel drie andere leden. De belangrijkste bevoegdheden van de regering zijn het opstellen van decreten en de uitvoering van decreten die in het Parlement van de Duitstalige Gemeenschap worden aangenomen. Daarnaast ontwerpt en coördineert de regering het communautaire beleid, beheert ze de externe betrekkingen binnen haar bevoegdheden en organiseert ze de administratie van de Duitstalige Gemeenschap.
De regering is als enige verantwoording verschuldigd aan het parlement van de Duitstalige Gemeenschap. Deze laatste kan de aanwezigheid van de regering eisen en kan haar vertrouwen geven of intrekken.

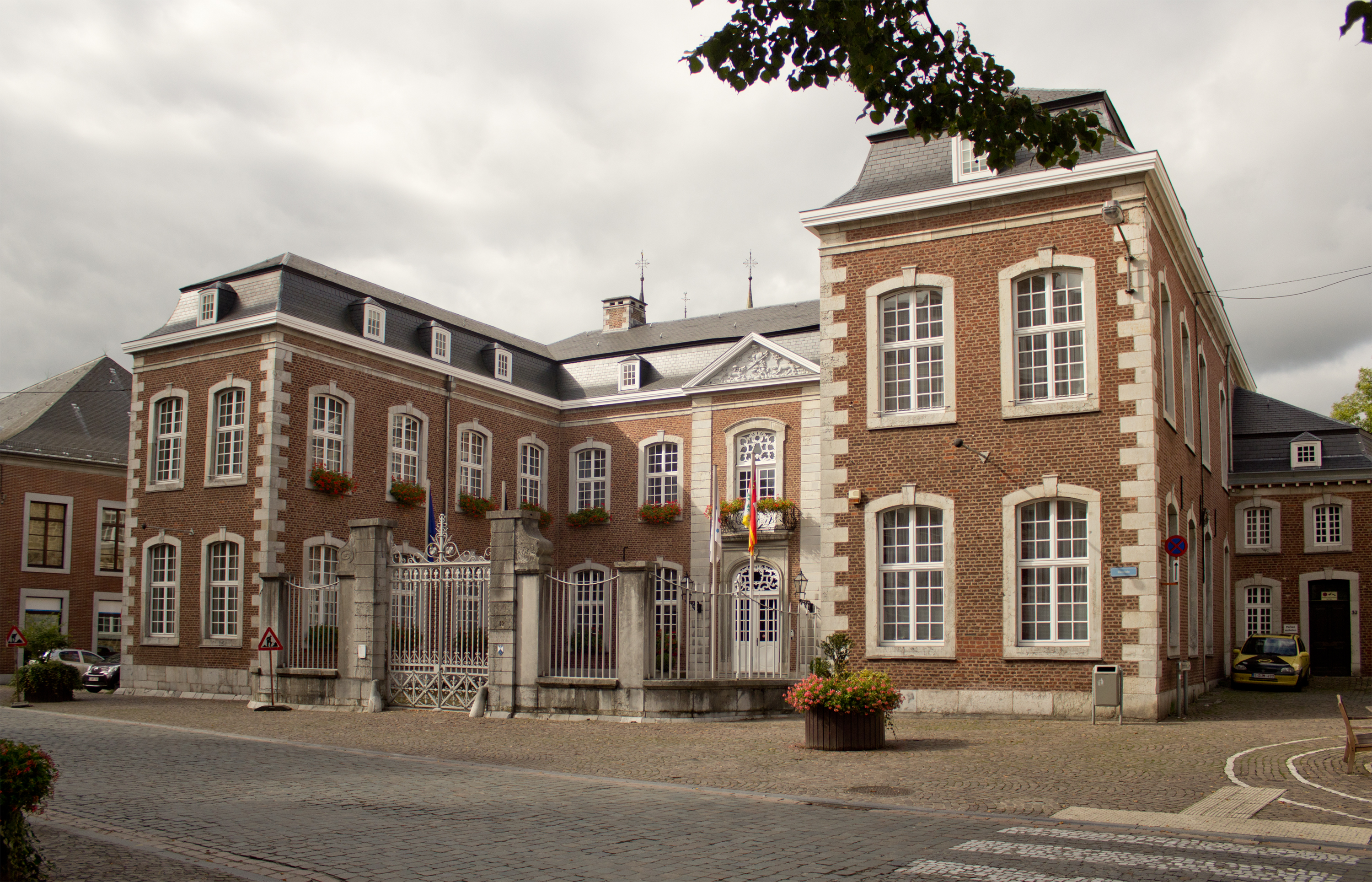
De zetel van de Duitstalige Gemeenschapsregering is in het Haus Grand Ry in Eupen.

## Statuut
De regering van Duitstalige Gemeenschap van België is bevoegd voor gemeenschapsmateries zoals onderwijs, cultuur en welzijn. Het is bevoegd in het Duitse taalgebied, dat de volgende gemeenten beslaat: Eupen, Kelmis, Lontzen, Raeren, Amel, Büllingen, Burg-Reuland, Bütgenbach en Sankt Vith.
De regering neemt beslissingen collegiaal, dit wil zeggen samen en eenparig (als college). De administratie van de regering is ondergebracht in het Ministerie van de Duitstalige Gemeenschap. Het bestaat uit ca. 160 personeelsleden en is ingedeeld in verschillende afdelingen. Het ministerie bereidt het beleid voor en voert besluiten en decreten uit. Daarnaast heeft het ministerie een Vertegenwoordiging van de Duitstalige Gemeenschap van België in Brussel en een Gezamenlijke delegatie van de Duitstalige Gemeenschap, de Franse Gemeenschap en het Waals Gewest in Berlijn.

## Huidige samenstelling regering van de Duitstalige Gemeenschap
Op 13 juni 2024, 4 dagen na de Duitstalige gemeenschapsverkiezingen sloten  ProDG (8 zetels),  CSP (5 zetels) en  PFF (3 zetels) een regeerakkoord. Minister-President Paasch volgt zichzelf op en begint aan zijn derde ambtstermijn. Hij legde op 1 juli 2024 de eed af bij Koning Filip.
| Ambtsbekleder | Ambtsbekleder | Ambtsbekleder            | Ministerie                                                                      | Partij |
| ------------- | ------------- | ------------------------ | ------------------------------------------------------------------------------- | ------ |
|               |               | Oliver Paasch (1971)     | Minister-president en minister Lokale Besturen, Financiën, Ruimtelijke Ordening | ProDG  |
|               |               | Jérôme Franssen (1982)   | Vice-minister-president en minister Onderwijs, Opleiding en Werkgelegenheid     | CSP    |
|               |               | Gregor Freches (1962)    | Minister Cultuur, Sport, Toerisme en Media                                      | PFF    |
|               |               | Lydia Klinkenberg (1981) | Minister Gezin, Gezondheid en Sociale Aangelegenheden en Huisvesting            | ProDG  |

## Overzicht Duitstalige Gemeenschapsregeringen (1984-heden)
| Nr. | Regering              | Minister-president       | Partijen         | Periode    | Dagen |
| --- | --------------------- | ------------------------ | ---------------- | ---------- | ----- |
| 1   | Regering-Fagnoul      | Bruno Fagnoul (PFF)      | PFF, CSP, SP     | 1984-1986  | 1016  |
| 2   | Regering-Maraite I    | Joseph Maraite (CSP)     | CSP, PFF         | 1986-1990  | 1463  |
| 3   | Regering-Maraite II   | Joseph Maraite (CSP)     | CSP, PFF, SP     | 1990-1995  | 1673  |
| 4   | Regering-Maraite III  | Joseph Maraite (CSP)     | CSP, SP          | 1995-1999  | 1484  |
| 5   | Regering-Lambertz I   | Karl-Heinz Lambertz (SP) | SP, PFF, Ecolo   | 1999-2004  | 1827  |
| 6   | Regering-Lambertz II  | Karl-Heinz Lambertz (SP) | SP, PFF, PJU-PDB | 2004-2009  | 1820  |
| 7   | Regering-Lambertz III | Karl-Heinz Lambertz (SP) | SP, PFF, ProDG   | 2009-2014  | 1822  |
| 8   | Regering-Paasch I     | Oliver Paasch (ProDG)    | ProDG, SP, PFF   | 2014-2019  | 1818  |
| 9   | Regering-Paasch II    | Oliver Paasch (ProDG)    | ProDG, SP, PFF   | 2019-2024  |       |
| 10  | Regering-Paasch III   | Oliver Paasch (ProDG)    | ProDG, CSP, PFF  | 2024-heden |       |

### Historische lijsten van Duitstalige portefeuilleministers
- Lijst van ministers van Buitenlandse Betrekkingen van de Duitstalige Gemeenschap
- Lijst van ministers van Cultuur van de Duitstalige Gemeenschap
- Lijst van ministers van Financiën van de Duitstalige Gemeenschap
- Lijst van ministers van Gezin van de Duitstalige Gemeenschap
- Lijst van ministers van Huisvesting van de Duitstalige Gemeenschap
- Lijst van ministers van Jeugd van de Duitstalige Gemeenschap
- Lijst van ministers van Lokale Besturen van de Duitstalige Gemeenschap
- Lijst van ministers van Media van de Duitstalige Gemeenschap
- Lijst van ministers van Monumentenbescherming van de Duitstalige Gemeenschap
- Lijst van ministers van Onderwijs en Vorming van de Duitstalige Gemeenschap
- Lijst van ministers van Ruimtelijke Ordening van de Duitstalige Gemeenschap
- Lijst van ministers van Sociale Aangelegenheden en Gezondheid van de Duitstalige Gemeenschap
- Lijst van ministers van Sport van de Duitstalige Gemeenschap
- Lijst van ministers van Toerisme van de Duitstalige Gemeenschap
- Lijst van ministers van Volksgezondheid van de Duitstalige Gemeenschap
- Lijst van ministers van Werkgelegenheid van de Duitstalige Gemeenschap
- Lijst van ministers van Wetenschappelijk Onderzoek van de Duitstalige Gemeenschap